# John Paul junior

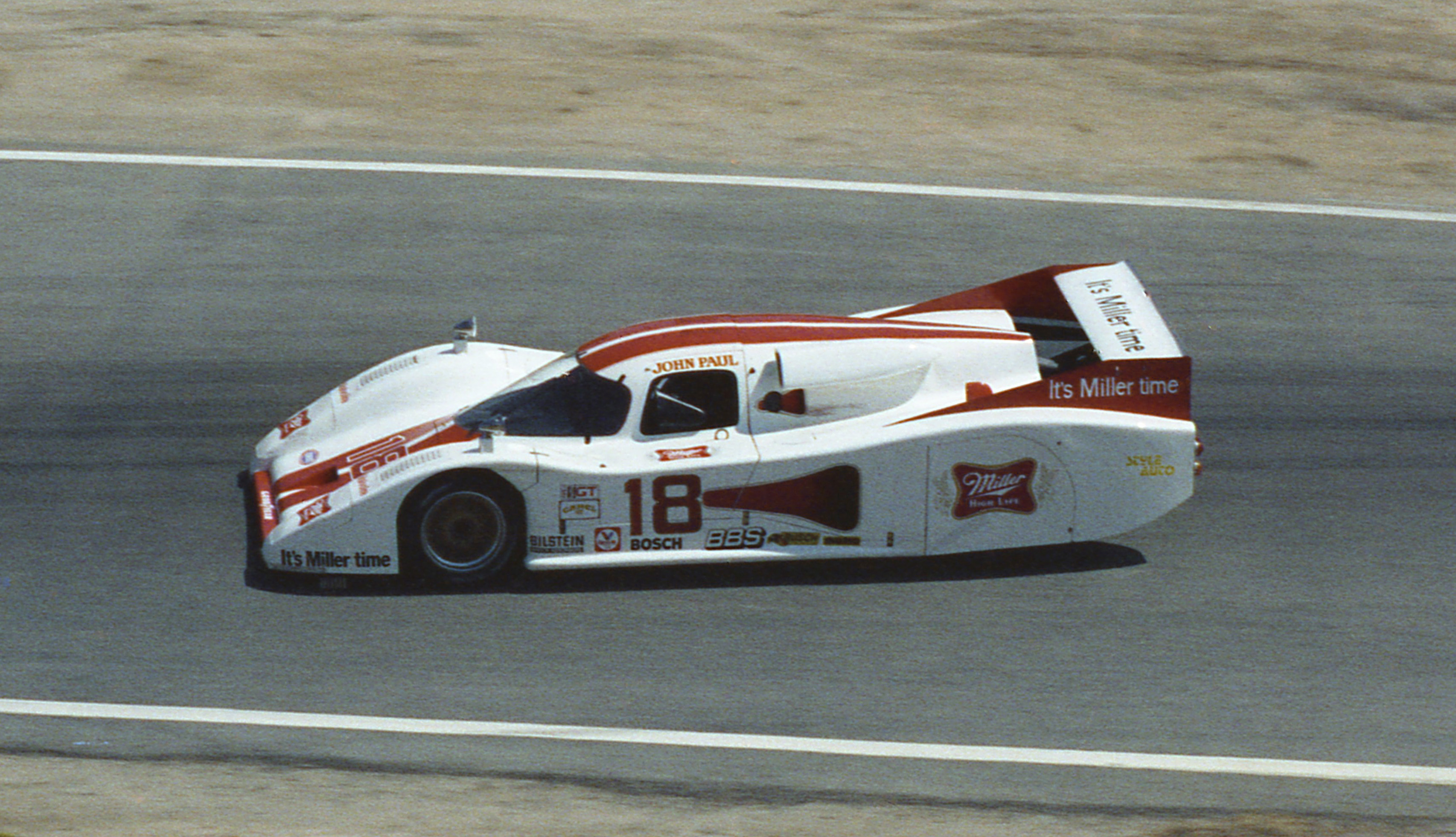
John Paul junior im Lola T600 beim IMSA-GTP-Rennen in Laguna Seca 1982

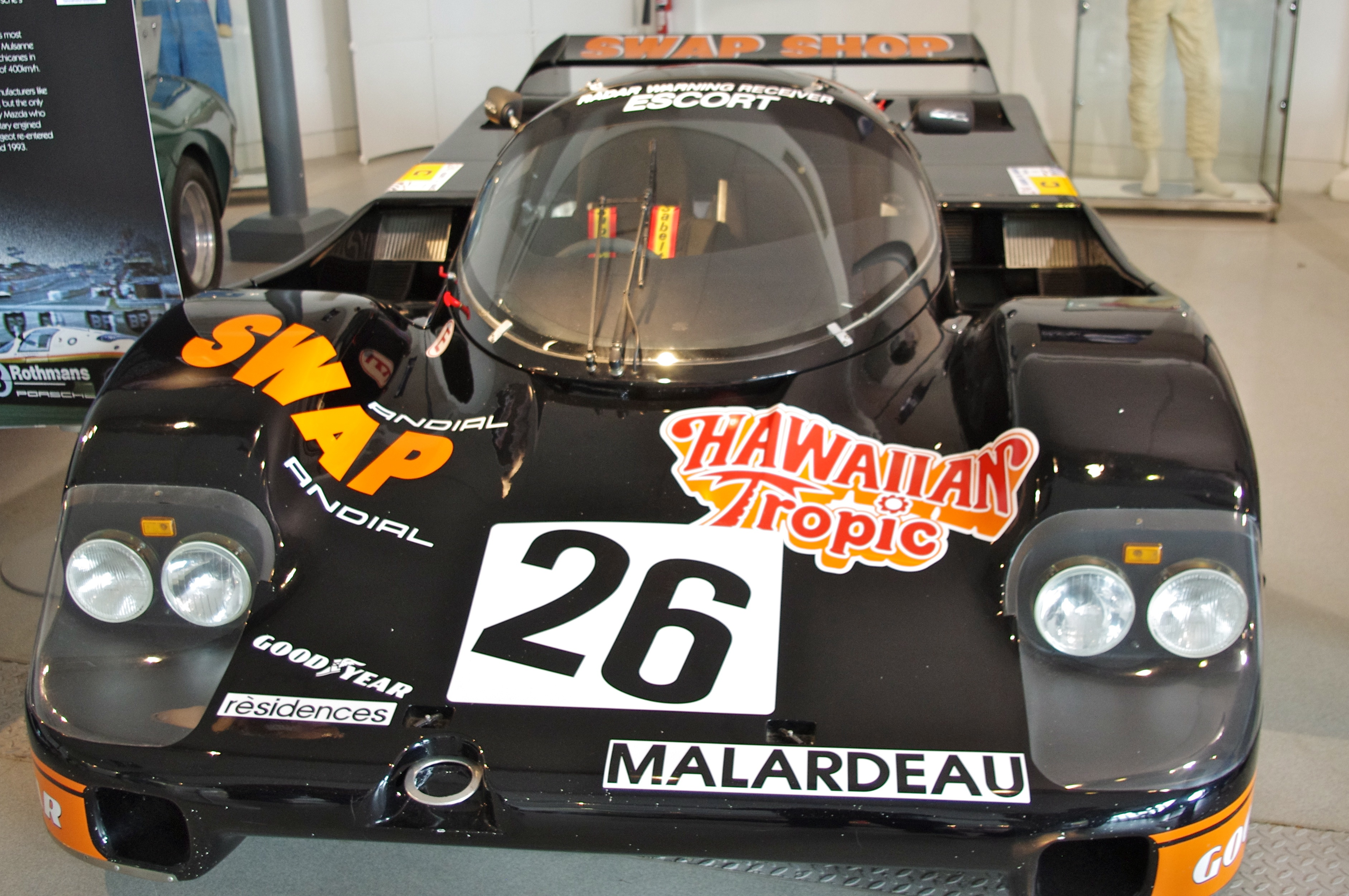
Der Porsche 956 mit dem Jean Rondeau und John Paul den zweiten Gesamtrang beim 24-Stunden-Rennen von Le Mans 1984 erreichten

John Lee Paul junior (* 19. Februar 1960 in Muncie; † 29. Dezember 2020) war ein US-amerikanischer Autorennfahrer, Rennstallbesitzer und Drogenhändler.

## Herkunft und Ausbildung
John Paul junior ist der Sohn von John Paul senior und dessen erster Ehefrau Joyce. John Paul junior wuchs erst in Muncie auf und zog nach der Scheidung seiner Eltern 1970 mit seiner Mutter nach Indianapolis. Um die High School zu besuchen, kehrte er Mitte der 1970er-Jahre nach Muncie zurück und ging dort auf die Delta High School. Nachdem sein Vater 1977 mit JLP Racing ein eigenes Rennteam gegründet hatte, begann er im selben Jahr dort zu arbeiten. Er war Mechaniker, arbeitete in der Logistik und kümmerte sich um Verwaltungsarbeiten. Sein Vater war auch als Fahrer aktiv und bezahlte dem Sohn einen Fahrerlehrgang bei der Skip Barber Racing School, der Rennfahrerschule des ehemaligen Formel-1-Piloten Skip Barber. Sein Fahrlehrer qualifizierte die Übungsfahrten seines Schülers als hoffnungslos.

## Drogenhandel
Ab seinem 15. Lebensjahr war John Paul junior in die illegalen Drogengeschäfte seines Vaters verwickelt. Am 10. Januar 1979 wurden er und ein Freund an einem Bayou in Louisiana verhaftet, als sie Kisten auf einen Pick-up verluden. Zoll- und Drogenfahnder, die auf das Duo aufmerksam wurden, hatten auf der Ladefläche des Wagens Spuren von Marihuana gefunden. Folgende Ermittlungen führten die Fahnder auf die neue 42-Fuß-Segelyacht von John Paul senior, die in der Nähe im Fluss lag. An Bord befanden sich neben 10.000 US-Dollar weitere Rauschgiftspuren. In der Nähe stand in einer Lichtung ein von den Pauls gemieteter Lkw, in dem die Ermittler 710 kg Haschisch fanden. Alle drei Beteiligten wurden angeklagt, zu jeweils drei Jahren Haft auf Bewährung und zur Bezahlung von 32.000 US-Dollar Strafe verurteilt.
Obwohl die Strafe auf Bewährung ausgesetzt war, schmuggelten die Pauls weiter Drogen (vor allem Marihuana) aus Kolumbien in die Vereinigten Staaten. In den 1980er-Jahren war der Drogenring auf mehr als ein Dutzend Personen angewachsen. Dazu zählte neben John Paul junior und seinem Vater auch sein Großvater. 1985 kam es zum Prozess. Sein Vater war nach einem Schussattentat auf den Informanten Stephen Carson verhaftet worden. Carson war Mitglied des Drogenrings und hatte sich den Behörden als Zeuge zur Verfügung gestellt. Bei dem Attentat wurde Carson schwer verletzt und Paul senior auf der Flucht gefasst. Er wurde angeklagt, auf Kaution freigelassen und floh in die Schweiz. In der Schweiz wurde er wegen eines gefälschten Passes festgenommen und nach einer Haftstrafe von sechs Monaten an die USA ausgeliefert. Im folgenden Prozess wurden alle Mitglieder des Drogenringes, soweit die Behörden ihrer habhaft werden konnten, angeklagt. John Paul junior wurde 1986 zu fünf Jahren Haft verurteilt, nachdem er sich im Sinne der Anklage schuldig bekannt hatte. 28 Monate der Strafe verbüßte er im Gefängnis der Maxwell-Gunter Air Force Base in Montgomery im US-Bundesstaat Alabama.

## Karriere als Rennfahrer
Nach der negativen Erfahrung in der Barber-Rennschule nahm John Paul senior die Ausbildung seines Sohnes selbst in die Hand. Er kaufte ihm einen Formel-Ford-Rennwagen und meldete seinen Sohn bei einigen lokalen Rennveranstaltungen, wo er Erfahrungen sammeln konnte. Danach folgten Einsätze in der Formel Atlantic.
1980 wurde er Fahrer im Team seines Vaters. Gleich der erste Renneinsatz endete mit einem Gesamtsieg. Gemeinsam mit seinem Vater gewann er auf einem Porsche 935 das 1,5-Stunden-Rennen von Lime Rock 1980, einem Wertungslauf der IMSA-GT-Serie. Bis zum Ende seiner Fahrerkarriere 2002 bestritt er 175 Sportwagenrennen, von denen er 20 gewann. Dazu kamen 21 zweite und 13 dritte Plätze sowie ein Klassensieg.
Bereits sein zweiter Sportwageneinsatz brachte ihn nach Europa zum 24-Stunden-Rennen von Le Mans. Partner der beiden Pauls war der Brite Guy Edwards. Das Trio fuhr einen Porsche 935 JLP-2 und erreichte den neunten Rang im Endklassement. Mit dem Beginn der IMSA-GTP-Serie 1981 gingen die Pauls mit ihrem Rennstall in diesem Championat an Start und rasch entwickelte sich John Paul junior zu einem der erfolgreichsten Fahrer dieser Meisterschaft. 1981 waren Brian Redman und John Fitzpatrick die Gegner von Paul junior, der mit den Siegen bei den letzten Saisonrennen in Pocono und Daytona den zweiten Gesamtrang erreichte. 1982 war er der dominierende Fahrer der Serie. Mit acht Saisonsiegen gewann er überlegen die Gesamtwertung. Zu den Erfolgen zählten auch die Siege beim 24-Stunden-Rennen von Daytona (mit John Paul senior und Rolf Stommelen als Partner im Porsche 935-JLP3) und beim 12-Stunden-Rennen von Sebring (mit seinem Vater erneut im Porsche 935-JLP3). Bis Mitte der Saison 1986 fuhr Paul junior in der GTP-Serie, dann wurde seine Karriere wegen des Prozesses und der daraus resultierenden Gefängnisstrafe unterbrochen.
1989 gab er sein Comeback im Motorsport. Er kehrte in die IMSA-Serie zurück und da das Rennteam seines Vaters inzwischen aufgelöst war, nahm er Engagements bei unterschiedlichen Teams an. Neben diesen Einsätzen bestritt er fünfmal das 500-Meilen-Rennen von Indianapolis und fuhr in der NASCAR. An seine großen Erfolge vor seiner Verhaftung konnte er nicht mehr anschließen. Seine beste Saison hatte er 1993, als er in der letzten Saison der IMSA-GTP-Serie Gesamtfünfter wurde.

## Krankheit
Die Rennkarriere von John Paul junior wurde durch eine schwere Krankheit beendet. Wie bei seiner Großmutter und seiner Mutter, die beide an den Folgen der Neurodegenerativen Erkrankung starben, wurde bei ihm 2002 Chorea Huntington diagnostiziert. Chorea Huntington ist eine bis heute unheilbare erbliche Erkrankung des Gehirns, die „typischerweise durch unwillkürliche, unkoordinierte Bewegungen bei gleichzeitig schlaffem Muskeltonus gekennzeichnet ist“. Im Dezember 2020 starb er an den Folgen der Erkrankung.
In den letzten Jahren lebte John Paul junior in Los Angeles in der Nähe der California State University, Los Angeles, wo am UCLA Designated Center of Excellence by Huntington’s Disease seine Krankheit behandelt wurde. Finanziert wurde die Behandlung über eine von ihm ins Leben gerufene Foundation, die auch andere Menschen unterstützt, die an dieser Krankheit leiden.

## Statistik

### Le-Mans-Ergebnisse
| Jahr | Team                    | Fahrzeug                | Teamkollege     | Teamkollege      | Platzierung | Ausfallgrund |
| ---- | ----------------------- | ----------------------- | --------------- | ---------------- | ----------- | ------------ |
| 1980 | JLP Racing              | Porsche 935 JLP-2       | Guy Edwards     | John Paul senior | Rang 9      |              |
| 1984 | Henn’s T-Bird Swap Shop | Porsche 956             | Jean Rondeau    |                  | Rang 2      |              |
| 1995 | ZR-1 Corvette Team USA  | Chevrolet Corvette ZR-1 | Chris McDougall | James Mero       | Ausfall     | Motorschaden |

### Sebring-Ergebnisse
| Jahr | Team                       | Fahrzeug                | Teamkollege             | Teamkollege     | Platzierung            | Ausfallgrund     |
| ---- | -------------------------- | ----------------------- | ----------------------- | --------------- | ---------------------- | ---------------- |
| 1981 | JLP Racing                 | Porsche 935JLP-3        | John Paul senior        |                 | Ausfall                | Aufhängung       |
| 1982 | JLP Racing                 | Porsche 935JLP-3        | John Paul senior        |                 | Gesamtsieg             |                  |
| 1983 | Henn’s Swap Shop Racing    | Porsche 935L            | Michael Andretti        | Derek Bell      | Ausfall                | Motorschaden     |
| 1985 | Pegasus Racing             | March 84G               | Ken Madren              | Wayne Pickering | Ausfall                | Kupplungsschaden |
| 1986 | RC Buick Hawk              | Hawk-March 85G          | Ken Madren              | Whitney Ganz    | Ausfall                | Motorschaden     |
| 1990 | Busby Racing               | Nissan GTP ZX-Turbo     | Kevin Cogan             |                 | Rang 5                 |                  |
| 1991 | John Shapiro               | Porsche 962 GTi         | James Weaver            |                 | Ausfall                | Aufhängung       |
| 1992 | Leitzinger Racing          | Nissan 240SX            | David Loring            |                 | Rang 8 und Klassensieg |                  |
| 1993 | Momo                       | Nissan NPT-90           | Giampiero Moretti       | Derek Bell      | Rang 2                 |                  |
| 1994 | Champion Porsche           | Porsche 911 Turbo       | Bill Adam               | Victor Gonzales | Ausfall                | Mechanik         |
| 1995 | Prototype Technology Group | BMW M3                  | Dieter Quester          |                 | Rang 20                |                  |
| 1996 | Dyson Racing               | Riley & Scott Mk III    | James Weaver            | Rob Dyson       | Rang 24                |                  |
| 1997 | Dyson Racing               | Riley & Scott Mk III    | Elliott Forbes-Robinson | John Schneider  | Rang 5                 |                  |
| 1999 | Corvette Racing            | Chevrolet Corvette C5-R | Ron Fellows             | Chris Kneifel   | Rang 22                |                  |
| 2000 | Konrad Motorsport          | Porsche 911 GT2         | Franz Konrad            | Charles Slater  | Rang 12                |                  |